# Jerzy Andrzejewski (bibliotekarz)
Jerzy Kazimierz Andrzejewski (ur. 25 grudnia 1944 w Mianowie, zm. 11 lipca 2008) – polski bibliotekarz, starszy kustosz dyplomowany, kierownik Oddziału Zbiorów Specjalnych i dyrektor Biblioteki Uniwersytetu Łódzkiego.

## Życiorys
Wraz z rodziną przeniósł się do Łodzi w 1945. W 1964 zdał maturę w XVIII Liceum Ogólnokształcącym im. J. Śniadeckiego w Łodzi, następnie uczył się w Państwowym Studium Kulturalno-Oświatowym i Bibliotekarskim w Łodzi (1964–1966). W 1975 ukończył studia w Instytucie Bibliotekoznawstwa Uniwersytetu Wrocławskiego, uzyskując w 1972 stypendium naukowe im. prof. Władysława Tatarkiewicza, przyznane przez Stowarzyszenie Bibliotekarzy Polskich. W 1977 rozpoczął studia w zakresie bibliotekoznawstwa i informacji naukowej w Studium Doktoranckim dla Pracujących w Instytucie Bibliotekoznawstwa Uniwersytetu Wrocławskiego, gdzie obronił w 1985 pracę doktorską pt. Biuro Badań Czytelnictwa Spółdzielni Wydawniczo–Oświatowej „Czytelnik” w Łodzi w latach 1945–1950. Model badań czytelnictwa w Polsce, napisaną pod opieką naukową Krzysztofa Migonia, i uzyskał stopień doktora.
Od 1966 pracował jako młodszy bibliotekarz w Oddziale Opracowania Zbiorów, a następnie w Oddziale Zbiorów Specjalnych w Bibliotece Uniwersytetu Łódzkiego. W 1970 uzyskał awans na bibliotekarza i w 1971 podjął pracę w Sekcji Rękopisów Oddziału Zbiorów Specjalnych (BUŁ). W 1974 został starszym bibliotekarzem, a w 1976 kustoszem. W 1979 został kierownikiem Sekcji Rękopisów oraz kustoszem dyplomowanym. W latach 1984–1987 pełnił funkcję wicedyrektora BUŁ, zostając jednocześnie w 1984 kierownikiem Oddziału Zbiorów Specjalnych. W latach 2000–2008 pełnił ponownie funkcję wicedyrektora BUŁ. Był członkiem: Kolegium Elektorów UŁ, Komisji ds. Gromadzenia i Uzupełniania Zbiorów BUŁ (od 1982), Senackiej Komisji ds. Rady Bibliotecznej BUŁ, ds. Awansów oraz przewodniczącym Komisji Zakupu i Komisji Selekcji BUŁ oraz przewodniczącego Komisji Archiwalnej.
Zawodowo zajmował się również ekspertyzami w zakresie ochrony zbiorów (problematyka kwaśnego papieru) m.in. dla Ministerstwa Kultury i Dziedzictwa Narodowego. Pracował jako adiunkt w Wyższej Szkole Pedagogicznej w Zielonej Górze oraz w Katedrze Bibliotekoznawstwa i Informacji Naukowej na Uniwersytecie Łódzkim (od 1975). Ponadto wykładał na kursach dla bibliotekarzy szkolnych (1975) i dla polonistów–bibliotekarzy (1976) prowadzonych przez Instytut Kształcenia Nauczycieli i Badań Oświatowych w Ośrodku Kształcenia w Poddębicach. Wykładał także w Centrum Szkolenia Nauczycieli w Piotrkowie Trybunalskim i w Instytucie Kształcenia Nauczycieli w Łodzi, Piotrkowie Trybunalskim i Sieradzu.
Był członkiem Okręgu Łódzkiego Stowarzyszenia Bibliotekarzy Polskich (od 1965), w ramach którego należał do Komisji Rewizyjnej Okręgu Łódzkiego (1972–1975), Zarządu Okręgu (1975–1978 i 1997–2002), a także był: przewodniczącym Okręgowego Sądu Koleżeńskiego (1981–1985, 2002–2005, 2005–2008), przewodniczącego Komisji Wydawniczej przy Zarządzie Okręgu (1993–1997), przewodniczącego Komisji Wydawniczej (1997–2002), oraz był członkiem Zarządu Oddziału w Łodzi (2002–2005, 2005–2008). Należał ponadto do Łódzkiego Towarzystwa Przyjaciół Książki (od 1971), Związku Nauczycielstwa Polskiego, Polskiego Towarzystwa Bibliologicznego, Rady Naukowej Muzeum Papiernictwa w Dusznikach-Zdroju, Rady Muzeum Książki Artystycznej w Łodzi, Komisji Wydawniczej przy Prezydencie m. Łodzi, Zarządu Łódzkiego Towarzystwa Przyjaciół WiMBP im. J. Piłsudskiego w Łodzi, Narodowego Komitetu „Błękitna Tarcza”, Komitetu Redakcyjnego „Bibliofilska Mapa Łodzi”, Ogólnopolskiej Rady dla Ratowania Zbiorów Bibliotecznych, Komisji Normalizacji Bibliograficznej, Komisji Egzaminacyjnej dla Bibliotekarzy Dyplomowanych przy Ministrze Edukacji Narodowej i Komisji Kwalifikacyjnej Centrum Doskonalenia Nauczycieli.

### Życie prywatne
Miał żonę Jadwigę i syna Jędrzeja. Został pochowany 17 lipca 2008 na cmentarzu na Mani w Łodzi.

## Publikacje
Andrzejewski był autorem, współautorem lub redaktorem około 250 publikacji dotyczących m.in. z zakresu księgoznawstwa, bibliografii, edytorstwa, biografistyki, czytelnictwa, zbiorów specjalnych oraz związanych z historią Łodzi, w tym:
- Żydzi w Łodzi (Łódź 1990);
- Alfons Pellowski, Kultura muzyczna Łodzi do roku 1918 (Łódź 1994) – jako redaktor;
- Łódź: album Bronisława Wilkoszewskiego po stu latach (Łódź 1995);
- Henryk Grohman – mecenas i kolekcjoner (Łódź 2002);
- Henryk Grohman (Łódź 2003);
- Prof. dr Helena Więckowska jako rękopisoznawca. W: Helena Więckowska. 1897–1984 (Łódź 1988),
- Helena Więckowska, Biblioteka Narodowa w moim życiu i wspomnieniach 1927–1980. W: Biblioteka Narodowa. Wspomnienia 1928–1980 (Warszawa 1988)[2].

## Wyróżnienia
- Honorowa Odznaka Miasta Łodzi (1978),
- Brązowy Krzyż Zasługi (1978),
- Nagroda Rektora Uniwersytetu Łódzkiego – Złota Odznaka UŁ (1986),
- Nagroda Ministra Szkolnictwa Wyższego i Techniki – za pracę doktorską (1986),
- Złoty Krzyż Zasługi (1987),
- Nagroda Naukowa Stowarzyszenia Bibliotekarzy Polskich im. Adama Łysakowskiego (1989),
- Odznaka „Zasłużony Działacz Kultury” (1989),
- Medal 70-lecia Stowarzyszenia Bibliotekarzy Polskich (1990–1993),
- Odznaka Honorowa Stowarzyszenia Bibliotekarzy Polskich (1994),
- Medal Komisji Edukacji Narodowej (1996),
- Nagroda I stopnia Rektora UŁ (1996),
- Medal Jubileuszowy 50-lecia UŁ (1997),
- Medal – Uniwersytet Łódzki w Służbie Społeczeństwu i Nauce (1998),
- Złota Odznaka Związku Nauczycielstwa Polskiego (2000),
- Krzyż Kawalerski Orderu Odrodzenia Polski (2002);
- Nagroda II stopnia Rektora UŁ (1991, 2000, 2003, 2007)[2].